# Iussu iudicis
La locuzione latina iussu iudicis significa letteralmente "per ordine del giudice".
Viene utilizzato in ambito giuridico per indicare attività il cui atto propulsivo risiede in un ordine del giudice. Nel processo civile è impartito alle parti processuali nel caso, ad esempio, di litisconsorzio, compresa l'ipotesi di litisconsorzio facoltativo. Nel procedimento penale, il pubblico ministero compie atti investigativi iussu iudicis qualora, a fronte di indagini preliminari incomplete, il giudice dell'udienza preliminare emetta ordinanza per l'integrazione delle indagini, ex art. 421-bis, comma 1, c.p.p.